# ويست لينكولن (أونتاريو)
ويست لينكولن، أونتاريو (بالإنجليزية: West Lincoln)‏ هي مدينة كندية تقع في مقاطعة أونتاريو. تبلغ مساحة هذه المدينة 387.7207 (كم²)، ويبلغ عدد سكانها 13167 نسمة حسب إحصاء سنة 2006 م، بينما كان يسكنها 12268 نسمة في سنة 2001 م. تحتل هذه المدينة المرتبة رقم 280 بين مدن كندا حسب عدد السكان والمرتبة رقم 108 في المقاطعة. نما عدد السكان في هذه المدينة بنسبة (7.3) بين العامين المذكورين.

## أعلام
- مانلي جاستن إدواردز

## وصلات خارجية
- الأطلس الحكومي لكندا
- إحصاءات كندا مع ساعة تعداد السكان